# أورغانون الدولية
أورغانون آند كو (بالإنجليزية: Organon & Co.)‏ هي شركة أدوية أمريكية يقع مقرها الرئيسي في جيرسي سيتي، نيوجيرسي. تتخصص أورغانون في المجالات العلاجية الأساسية التالية: طب الإنجاب، ووسائل منع الحمل، والطب النفسي، والعلاج بالهرمونات البديلة، والتخدير. تنتج أورغانون جميع منتجاتها خارج الولايات المتحدة ولكنها تحصل على ثلث إيراداتها من الولايات المتحدة.

## التاريخ
تأسست شركة أورغانون في عام 1923 كشراكة بين عالم وظائف الأعضاء/أخصائي الغدد الصماء بجامعة أمستردام البروفيسور إرنست لاكور وسال فان زوانينبيرج (1889–1974) الذي كان يمتلك مسلخًا/مذبحًا، مسالخ ومصانع زوانينبيرج (Zwanenbergs Slachterijen en Fabrieken)، في أوس في شمال برابانت. كان أول منتج للشركة هو الإنسولين في عام 1923. في الثلاثينيات، قامت الشركة بتصنيع هرمونات الإستروجين، وخاصة الإسترون تحت الاسم التجاري مينفورمون.
في عام 1948، استحوذت شركة أورغانون على موقع نيوهاوس للأبحاث في إسكتلندا بالمملكة المتحدة. وبدأ إنتاج الكورتيزون في عام 1953.
في عام 1962، اشترت أسهم شركة Nederlandsche Cocaïnefabriek. تم تغيير اسم الشركة إلى كونينكليكي زوانينبرج-أورغانون (كي زد أو) (بالإنجليزية: Koninklijke Zwanenberg-Organon (KZO))‏، واندمجت مع شركة إنتاج الألياف إيه كي يو (بالإنجليزية: AKU)‏ في عام 1969 لتصبح إيه كي زد أو (بالإنجليزية: AKZO)‏، والتي أصبحت فيما بعد أكزونوبل. كانت شركة أورغانون وحدة أعمال الرعاية الصحية البشرية لشركة أكزونوبل. في عام 2004، استحوذت شركة أورغانون على شركة ديوسينث المنتجة للمكونات الصيدلانية النشطة.
كان مقر شركة أورغانون في البداية في ويست أورانج، نيو جيرسي. في نوفمبر 2007، استحوذت شركة شيرينغ بلاو على شركة أورغانون بيوساينسز وشركة الأدوية البيطرية إنترفيت من شركة أكزونوبل. نقلت شركة شيرينج بلاو شركة أورغانون إلى مقرها الرئيسي في جيرسي سيتي، نيوجيرسي. بعد عامين، اندمجت شركة شيرينج بلاو مع شركة ميرك آند كو المعروفة باسم ميرك شارب آند دوم أو إم إس دي خارج الولايات المتحدة وكندا.
في مايو 2020، أعلنت شركة ميرك أند كو أن أورغانون آند كو سيكون اسم «الشركة الفرعية المعلقة لمنتجات صحة المرأة ومنتجاتها القديمة والأدوية الحيوية المماثلة، والتي تقول الشركة إنها في طريقها إلى الاكتمال بحلول نهاية النصف الأول من عام 2021». أكملت ميرك الشركة الفرعية وأصبحت أورغانون آند كو شركة مدرجة في البورصة في 3 يونيو 2021. تم إيداع نسخة من بيان المعلومات المرسل إلى مساهمي ميرك لدى لجنة الأوراق المالية والبورصات الأمريكية في 20 أبريل 2021، في النموذج 10-12بي/إيه، الملحق 99.1.
في نوفمبر 2021، أعلنت الشركة أنها ستستحوذ على شركة فورييندو فارما ومركبها الرئيسي، وهو مثبط 17β-هيدروكسيستيرويد نازعة الهيدروجين من النوع 1 عن طريق الفم والذي من المحتمل أن يكون الأول من نوعه.

## المنتجات
تنقسم منتجاتهم إلى ثلاث فئات رئيسية: صحة المرأة (27% من الإيرادات)، والأدوية الحيوية المماثلة (8% من الإيرادات)، والعلامات التجارية الراسخة (64% من الإيرادات). تتكون منتجات صحة المرأة بشكل أساسي من وسائل منع الحمل مثل نيكسبلانون، وهي غرسة منع حمل عكسية مدتها ثلاث سنوات، وأدوية الخصوبة مثل بيورجون (بالإنجليزية: Puregon)‏، وهو عقار هرموني منشط للجريب. توفر الأدوية الحيوية المماثلة علاجًا لعلم الأورام والمناعة بتكلفة أقل محتملة من العلاجات الأخرى المعتمدة من إدارة الغذاء والدواء. تصنع أورغانون الدواء الحيوي المماثل هادليما (بالإنجليزية: Hadlima)‏ والذي تقارنه بهوميرا. تعتمد علاماتهم التجارية الراسخة بشكل كبير على مبيعات الأدوية خارج الولايات المتحدة مع المنافسة العامة. تحقق منتجات القلب والأوعية الدموية مثل فيتورين (بالإنجليزية: Vytorin)‏ 24% مجتمعة من إيرادات الشركة. أرقام الإيرادات مذكورة بأرقام عام 2022.

## المركبات البحثية
خلال فترة عملها المستقل، طورت شركة أورغانون عددًا كبيرًا من المركبات التي لم يتم اعتمادها مطلقًا للاستخدام الطبي، ولكنها لا تزال تُستخدم في مجموعة متنوعة من الأبحاث العلمية. وتشمل المركبات البارزة ما يلي:
- أورغ 12962
- أورغ 20599
- أورغ 21465
- أورغ 25435
- أورغ 25935
- أورغ 26576
- أورغ 27569
- أورغ 28312
- أورغ 28611
- أورغ 37684

## الاحتيال على المعونة الطبية
في عام 2007، رُفِعَت دعاوى قضائية ضد شركة أورغانون في المحاكم الفيدرالية في ماساتشوستس وتكساس. واتُّهِمَت شركة أورغانون ببيع عقارها المضاد للاكتئاب ميرتازابين بخصم لصيدليات دور رعاية المسنين (من أجل تشجيع الاستخدام)، ومع ذلك تقدمت بمطالبات إلى برنامج الرعاية الطبية للحصول على تعويض بالسعر الكامل غير المخفض. ووافقت شركة أورغانون على تسوية القضية مقابل 31 مليون دولار في أكتوبر 2014.

## وصلات خارجية
- - بيانات النشاط التجاري لـ Organon & Co.: مالية جوجل
  - ياهو! المالية
  - بلومبرج
  - رويترز
  -  إيداع هيئة الأوراق المالية والبورصات
- Merck announces Organon as name for new spinoff
- Photo of Organon Insulin carton, 1930
- Report to the Insulin Committee on Insulins in Europe, 1925 (University of Toronto)-page 26-Organon